# SC West Köln
Der SC West Köln (vollständiger Name: Sport-Club West-Köln 1900/11 e. V.) ist ein Sportverein aus Köln-Neuehrenfeld. Der Verein spielte zwei Jahre lang in der damals zweitklassigen II. Division. Die erste Fußballmannschaft spielt aktuell in der Kreisliga A.

## Geschichte
Der Verein entstand 1948 durch Fusion der Vereine SV Rhenania Köln und FC Phönix Köln. Rhenania Köln wurde im Jahr 1900 als Kölner FC Rhenania gegründet. 1911 schloss sich der Kölner Spielverein 02 der Rhenania an, die ein Jahr später mit dem Köln-Ehrenfelder SV 06 zum Köln-Ehrenfelder SV Rhenania fusionierte. 1931 schloss sich der Boxclub Westen Köln dem Verein an. Der FC Phönix Köln wurde 1911 gegründet.
Der SV Rhenania Köln spielte in der Saison 1933/34 in der Gauliga Mittelrhein. Nach der Fusion hatte der mittlerweile als SC West auflaufende Verein die Möglichkeit, sich für die Relegationsrunde zur Fußball-Oberliga West zu qualifizieren. Das Entscheidungsspiel gegen Preußen Dellbrück ging jedoch mit 3:4 nach Verlängerung verloren. Daraufhin wurde der SC West in die zweitklassige II. Division aufgenommen, in der sich der Verein zwei Jahre hielt.
Zur Saison 1951/52 bildete der SC West zusammen mit dem VfL Köln 1899 eine Spielgemeinschaft, die nach der Hinrunde aufgelöst wurde. 1954 kehrte der SC West in die Landesliga Mittelrhein zurück, verpasste aber drei Jahre später die Qualifikation für die Verbandsliga Mittelrhein. Bis 1974 gehörte der SC West der Landesliga an.
Nach mehreren Jahren in unteren Ligen stieg der SC West 1998 und 1999 zweimal hintereinander auf und kehrte damit in die Verbandsliga zurück. Nach dem Abstieg im Jahr 2001 spielte der Verein in der Landesliga. In der Saison 2010/11 stieg man als Tabellenletzter in die Bezirksliga ab und musste vier Jahre später den Gang in die Kreisliga A antreten. Nach drei Jahren in der Kreisliga A gelang in der Saison 2017/18 der Wiederaufstieg in die Bezirksliga. Im Jahre 2024 ging es wieder runter in die Kreisliga A.

## Jugend
In der Saison 2010/11 schaffte die U19 den Sprung in die Mittelrheinliga, nachdem man zuvor mehrere Jahre in der Bezirksliga und der Sonderklasse des Fußballkreises Köln gespielt hatte. Die U17 stieg in der Saison 2007/08 aus der Verbandsliga ab und verpasste nur knapp den direkten Wiederaufstieg. Ein Jahr später musste man dann sogar in die Sonderklasse absteigen. Die U15 spielt seit mehreren Jahren in der zweithöchsten Spielklasse, der Bezirksliga.
In der Saison 2016/17 gelang der U19 der Aufstieg in die Mittelrheinliga, nachdem man kurz zuvor abgestiegen war. 2017/18 konnte die Mannschaft die Liga halten. Auch in der Saison 2020/21 tritt das Team in der Mittelrheinliga an. Die U17 verpasste 2017/18 den Aufstieg in die Mittelrheinliga nur knapp, dieser konnte allerdings ein Jahr später nachgeholt werden. Auch die U17 tritt 2020/21 in der Mittelrheinliga an, sodass der SC West seine beiden ältesten Juniorenteams jeweils in der zweithöchsten Spielklasse etabliert hat.
In den unteren Jahrgängen spielt man größtenteils auf Bezirks- (U13, U14, U15), ansonsten auf höchster Kreisebene (U12, U16).
Die Jugendabteilung des SC West Köln ist zudem seit einigen Jahren Kooperationspartner des 1. FC Köln.

## Sonstiges
2008 traten Nachwuchsspieler des SC West als Statisten in der Fernsehserie Die Torpiraten auf. Ebenso im Jahre 1998 die "Alten Herren" für die RTL Komödie "Alles über Fussball" mit Wigald Boning und Olli Dittrich.

## Persönlichkeiten
- Yohannes Bahcecioglu
- Dennis Brock
- Ismail Harnafi
- Marcel Hartel
- Robert Hense (Rhenania)
- Martin Hirche
- Carlotta Imping
- Manuel Junglas
- Engelbert Koch
- Karl Lambertin
- Niklas Lomb
- Manfred Manglitz
- Alfons Moog
- Sven Müller
- Salih Özcan
- Carl-Heinz Rühl
- Joti Stamatopoulos
- Bernd Stöber
- Leo Wilden